# イオン札幌西町ショッピングセンター
イオン札幌西町ショッピングセンター（イオンさっぽろにしまちショッピングセンター）は、北海道札幌市西区西町南に所在するイオン北海道運営の大型商業施設である。
本記事では、前身の西友西町店についても説明する。

## 概要

### 西友西町店
札幌市西区西野1条3丁目で1976年以来営業していた西友西野店を、新たにより快適な郊外生活の提供を図る「生活コミュニティ館」をテーマとした新タイプの店舗として、1992年5月20日、西町シティフォーラムの核テナントとして、西友西町店が移転開業した。
土地は元々、コマツが所有していたが、西友がウォルマートの傘下に入ったため、土地はウォルマート系のファンド会社、有限会社札幌西町が取得したが債務不履行になったことなどから所有者は、エーピーエル・ジャパン・レジデンシャル・ファンド・ワン・インに変更された。入札によりホーマックが31億円を超える額を提示し、落札した。
2016年9月29日にリニューアルオープン。2階にしまむら・セリアを導入し、それまで使用されていた3代目ロゴから4代目ロゴに変更するなど外装も更新した。
2024年4月2日、9月をもって西友が道内から撤退し、道内全9店舗をイオン北海道が買収することを発表。9月30日18時をもって閉店した。

### イオン札幌西町ショッピングセンター
10月1日付でイオン北海道へ継承した。直営売場はシステムの入れ替え等のため休業し、サザエ、麻布十番モンタボーなどの一部を除き、テナントは営業する。
2024年11月2日にショッピングセンター名称をイオン札幌西町ショッピングセンター、直営店舗名をイオン札幌西町店として総合スーパー業態で開業した。
直営売場の食品売り場は既存のイオン店舗のMD（販売政策）が導入されている他、衣料品売り場については西区内に所在する旧ダイエー店舗の札幌琴似店、および旧ジャスコ店舗の札幌発寒店の2店舗と品揃えが被らないよう意識され、家庭用品については「HOME COORDY」ブランドを導入している。西友時代は食品売り場に限り24時間営業を行っていたが、全フロアで24時間営業が廃止された。

## 年表

### 西友西町店
- 1992年5月20日 - 開店。
- 2001年3月1日 - 北海道西友の運営となる[15]。
- 2008年（平成20年）7月1日 - 西友の運営となる[16]。
- 2016年9月29日 - リニューアルオープン。店舗ロゴも変更。
- 2024年9月30日 - 閉店[広報 1]。

### イオン札幌西町店
- 2024年
  - 10月1日 - イオン北海道が継承。
  - 11月2日 - 直営売場開店。

## フロアとテナント
出典:

### フロア概要
核店舗のイオン札幌西町店と36の専門店で構成される。
| 階  | フロア概要                      |
| --- | ------------------------------- |
| 4階 | スポーツクラブのフロア          |
| 3階 | 遊びと憩いのフロア              |
| 2階 | ファッションと暮らしのフロア    |
| 1階 | 食品とヘルス&ビューティのフロア |

### 主なテナント

#### 1階
- サザエ食品（惣菜）
- チャンスセンター（宝くじ）
- ハニーズ（婦人衣料）
- パレットプラザ（DPE）
- 柳月（和菓子）

#### 2階
- 買取大吉（買取専門店）
- しまむら（衣料）
- セリア（100円ショップ）
- 東京靴流通センター（靴）
- 富士メガネ（メガネ）
- ミスタードーナツ（ファストフード）
- ロッテリア（ファストフード）

#### 3階
- げーむぱーくぎゃらくしー（ゲームコーナー）

#### 4階
- スポーツクラブNAS（スポーツクラブ）

※テナント情報は2024年9月時点
出店テナント全店の一覧詳細情報は公式サイト「専門店・フロアマップ」を、営業時間およびATMを設置している金融機関の詳細は公式サイトを参照。

## アクセス
北海道道124号宮の沢北一条線沿い。
バス
- ジェイ・アール北海道バス「西町北7丁目」バス停下車

鉄道
- 札幌市営地下鉄東西線 発寒南駅から徒歩で約7分[17]

自動車
- 札樽自動車道 札幌西ICから約7分[17]

## ギャラリー

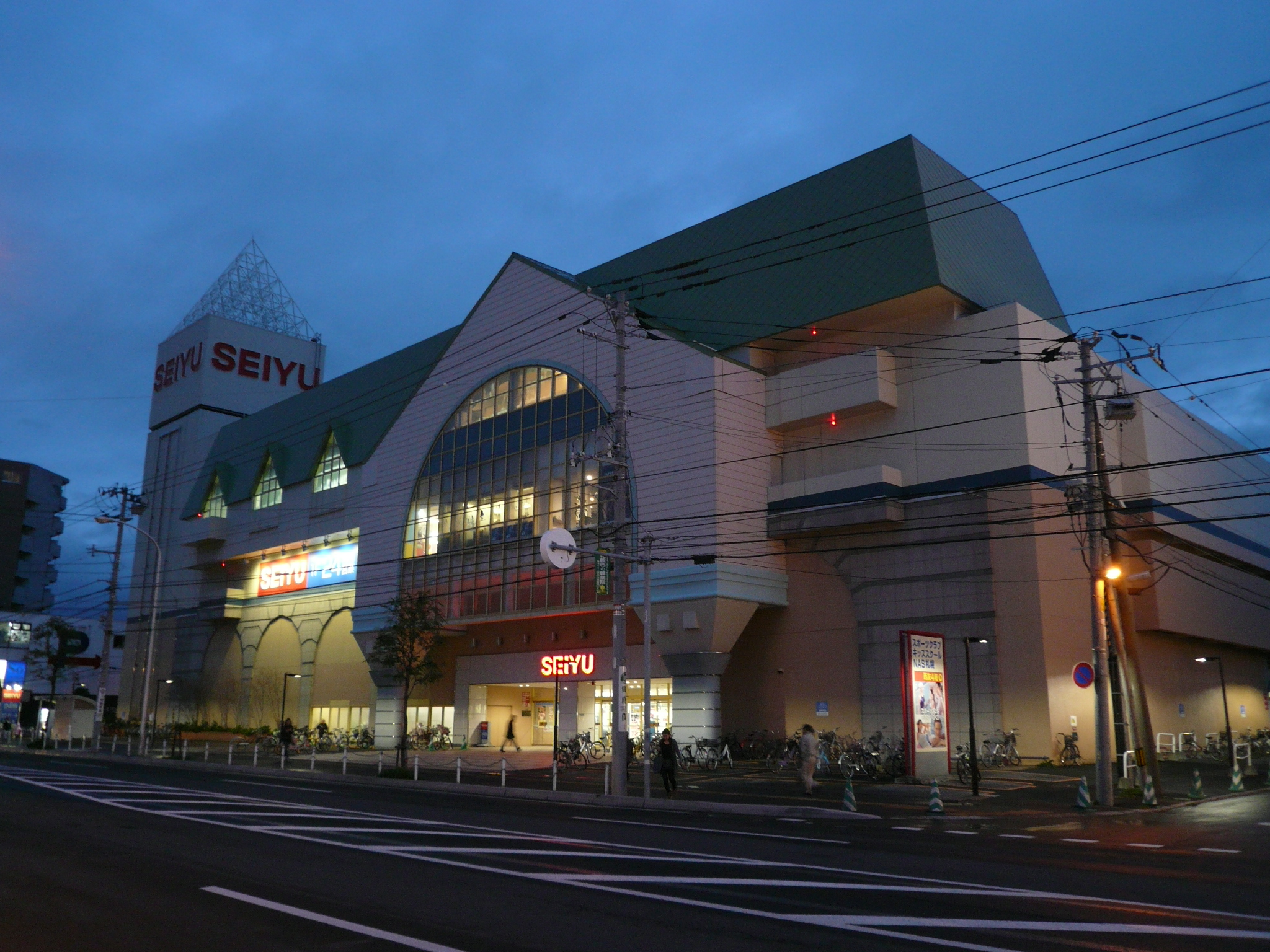
西友西町店（2012年） ※3代目ロゴ時代

#### 広報資料・プレスリリースなど一次資料
1. 1 2  “北海道内9店舗閉店のお知らせ”. 2024年9月5日閲覧。
2. ↑  “フロアマップガイド｜イオン札幌西町店 | イオン北海道株式会社”. 2024年10月28日閲覧。
3. ↑  “イオン札幌西町店オープン”. 2024年10月28日閲覧。